# Lefgozer
Lefgozer is een woord dat via het Jiddisch in de Nederlandse woordenschat terecht is gekomen. Het is een samenstelling van lef en het Bargoense woord gozer.

## Etymologie
Het woord lef is verder te herleiden tot het Hebreeuwse "lev" (hart) en betekent in het Nederlands  "moed". Gozer komt via het Jiddische chosen, wat "bruidegom" of "schoonzoon" betekent, uiteindelijk in het Bargoens terecht met de betekenis van "vent". Met lefgozer wordt dus letterlijk "een moedig man" bedoeld.

## Gebruik
In het Nederlands wordt het woord vooral negatief gebruikt in de betekenis van opschepper of druktemaker, maar in een wat positievere connotatie ook als synoniem voor "durfal". Het woord wordt regelmatig in spreektaal gebruikt op straat maar ook in andere gremia. In 1995 gebruikte Tweede Kamerlid Dick de Cloe het om de VVD-fractievoorzitter te beschrijven tijdens een vergadering, door te zeggen: "De vroegere lefgozer Dijkstal is nu wat bang uitgevallen."